# Gran Premio Industria e Commercio di Prato 1968
Il Gran Premio Industria e Commercio di Prato 1968, ventitreesima edizione della corsa, si svolse il 29 settembre 1968 su un percorso di 237 km, con partenza e arrivo a Prato. Fu vinto dall'italiano Adriano Durante della Max Meyer davanti ai suoi connazionali Alberto Della Torre e Wladimiro Panizza.

## Ordine d'arrivo (Top 10)
| Pos. | Corridore           | Squadra        | Tempo    |
| ---- | ------------------- | -------------- | -------- |
| 1    | Adriano Durante     | Max Meyer      | 5h56'00" |
| 2    | Alberto Della Torre | Filotex        |          |
| 3    | Wladimiro Panizza   | Pepsi Cola     |          |
| 4    | Ercole Gualazzini   | Max Meyer      |          |
| 5    | Mario Anni          | Molteni        |          |
| 6    | Alfio Poli          | Filotex        |          |
| 7    | Pietro Campagnari   | Molteni        |          |
| 8    | Renato Laghi        | Germanvox-Wega |          |
| 9    | Guido De Rosso      | Faema-Faemino  |          |
| 10   | Guido Neri          | Max Meyer      |          |